# Агджаковаг
Агджакова́г (азерб. Ağcaqovaq) — село в Агдашском районе Азербайджана.

## Этимология
Название происходит от слова «агджаковаг» (тополь). В переводе на русский — место, где много тополей.

## История
Первые упоминания села датированы концом XIX века.
Село Агджа-ковах в 1913 году согласно административно-территориальному делению Елизаветпольской губернии относилось к Кархунскому сельскому обществу Арешского уезда.
В 1926 году согласно административно-территориальному делению Азербайджанской ССР село относилось к дайре Ляки Геокчайского уезда.
После реформы административного деления и упразднения уездов в 1929 году был образован Карадеинский сельсовет в Агдашском районе Азербайджанской ССР.
Согласно административному делению 1961 года село Агджаковаг входило в Карадеинский сельсовет Агдашского района Азербайджанской ССР. С 1971 года село Агджаковаг входит в состав Эймурского сельсовета.
В 1999 году в Азербайджане была проведена административная реформа и был учрежден Эймурский муниципалитет Агдашского района, куда и вошло село.

## География
Неподалёку от села протекает река Турианчай.
Село находится в 30 км от райцентра Агдаш и в 265 км от Баку. Ближайшая ж/д станция — Малай.
Высота села над уровнем моря — 15 м.

## Население
| Численность населения | Численность населения |
| 1886                  | 1979                  |
| --------------------- | --------------------- |
| 101                   | ↘100                  |

## Климат
| Показатель                                             | Янв. | Фев. | Март | Апр. | Май | Июнь | Июль | Авг. | Сен. | Окт. | Нояб. | Дек. | Год  |
| ------------------------------------------------------ | ---- | ---- | ---- | ---- | --- | ---- | ---- | ---- | ---- | ---- | ----- | ---- | ---- |
| Средний суточный максимум, °C                          | 7,1  | 8,5  | 12,8 | 20,8 | 26  | 20   | 34   | 32,7 | 28,4 | 21,3 | 14,4  | 9,3  | 20,4 |
| Средняя температура, °C                                | 3,0  | 4,3  | 8,4  | 14,9 | 20  | 24,2 | 27,7 | 26,5 | 22,6 | 16,2 | 10,2  | 5,3  | 15,3 |
| Средний суточный минимум, °C                           | −1,1 | 0,2  | 4    | 9,1  | 14  | 18,4 | 21,4 | 20,3 | 16,8 | 11,1 | 6,0   | 1,3  | 10,1 |
| Норма осадков, мм                                      | 19   | 24   | 27   | 38   | 53  | 45   | 23   | 24   | 24   | 51   | 29    | 23   | 380  |
| Источник: https://en.climate-data.org/location/954950/ |      |      |      |      |     |      |      |      |      |      |       |      |      |

Среднегодовая температура воздуха в селе составляет +15,3 °C. В селе семиаридный климат.